# Vuomajärvi (Pajala socken, Norrbotten, 754209-180473)
Vuomajärvi är en sjö i Pajala kommun i Norrbotten och ingår i Torneälvens huvudavrinningsområde. Sjön har en area på 0,0284 kvadratkilometer och ligger 272,1 meter över havet.

## Delavrinningsområde
Vuomajärvi ingår i det delavrinningsområde (753827-180611) som SMHI kallar för Mynnar i Parkajoki. Medelhöjden är 273 meter över havet och ytan är 14,38 kvadratkilometer. Räknas de 2 avrinningsområdena uppströms in blir den ackumulerade arean 64,58 kvadratkilometer. Vaijajoki som avvattnar avrinningsområdet har biflödesordning 4, vilket innebär att vattnet flödar genom totalt 4 vattendrag innan det når havet efter 314 kilometer. Avrinningsområdet består mestadels av skog (76 procent) och sankmarker (12 procent). Avrinningsområdet har 0,19 kvadratkilometer vattenytor vilket ger det en sjöprocent på 1,3 procent.